# Götaplatsen
Götaplatsen är en stor öppen plats i södra änden av Kungsportsavenyen i stadsdelen Lorensberg i Göteborg. Den ringas in av några av stadens större kulturinstitutioner som Göteborgs stadsbibliotek, Stadsteatern, Göteborgs konstmuseum, Göteborgs Konsthall och Göteborgs konserthus, och är i norr även punkten där Berzeliigatan byter namn till Viktor Rydbergsgatan.
Bakom konstmuseet ligger Näckrosdammen, Landsarkivet och Högskolan för scen och musik vid Göteborgs universitet i byggnaden Artisten samt Humanistiska fakulteten.

## Utsträckning
Götaplatsen täcker en rektangulär yta runt mötet mellan Berzeliigatan och Viktor Rydbergsgatan. Detta inkluderar vägen i Kungsportsavenyens södra förlängning, mellan Stadsbiblioteket och kvarteret med biograf Göta. Dessutom finns gatuadresser med namnet Götaplatsen längs med nordsidan av Göteborgs konstmuseum. Götaplatsen täcker således en framför flera kvarter.

## Historik

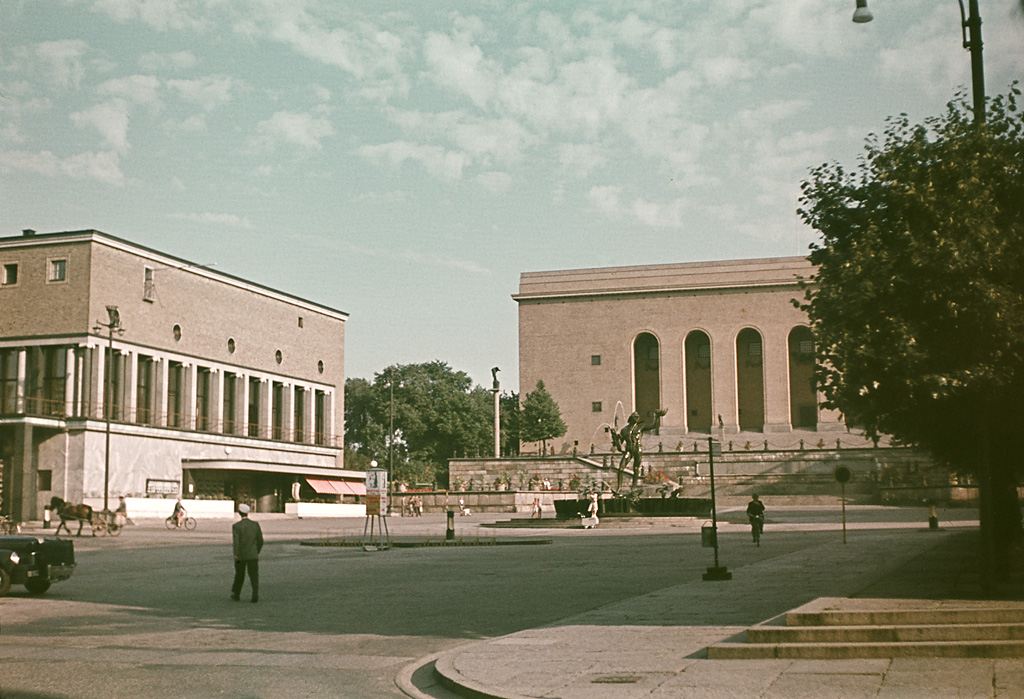
Götaplatsen så som den såg ut 1944. Till vänster syns Stadsteatern och till höger konstmuseet. I bakgrunden, mitt i bild ses Milles Vingarna på sin kolonn, som flyttades hit i slutet av 1939. Vid den här tiden var det även bilparkering på mitten av Götaplatsen.

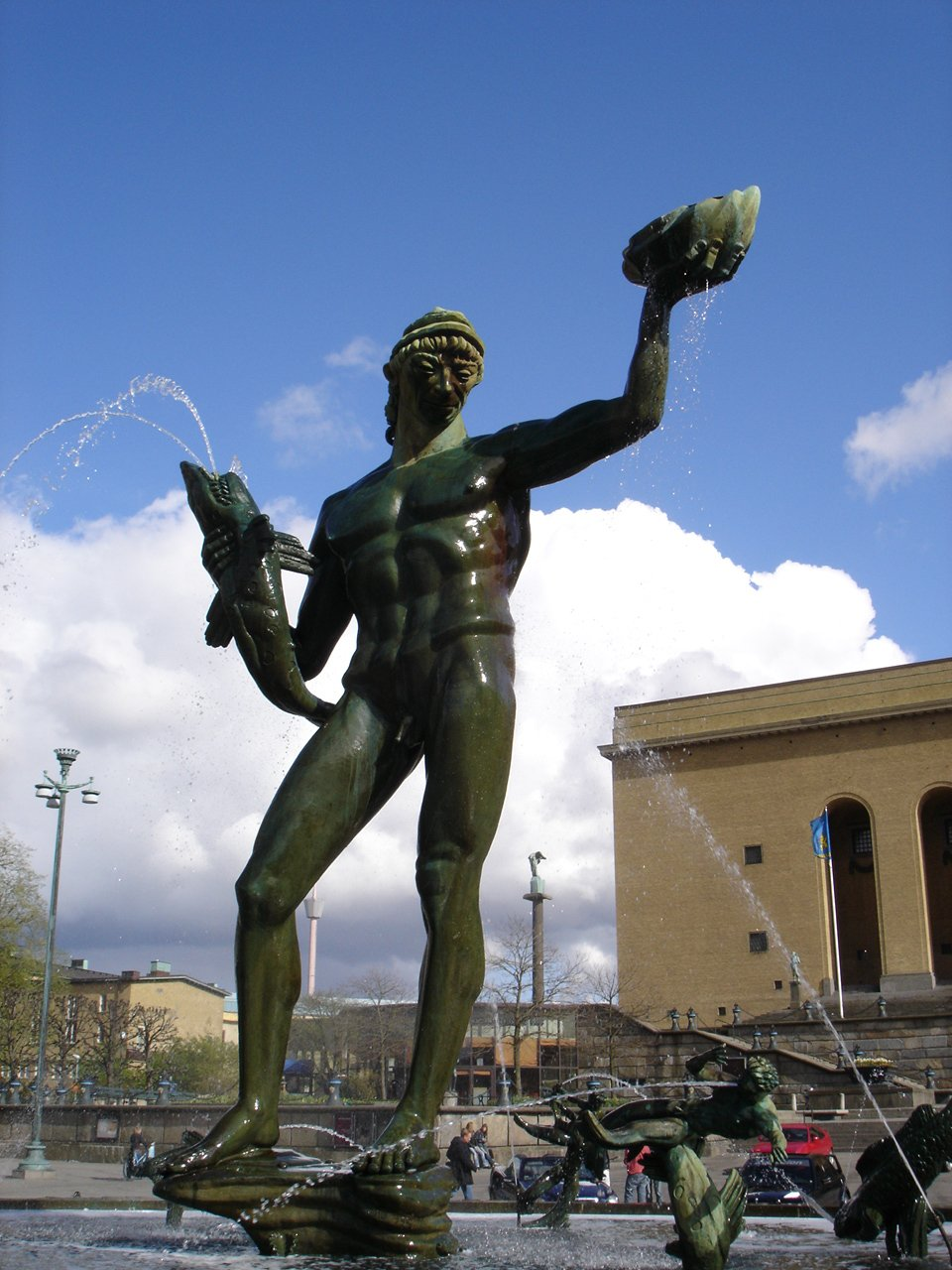
Poseidon med konstmuseet i bakgrunden till höger, med skulpturen Vingarna, restaurangen Fond, Artisten till vänster och än längre bak Lisebergstornet.

### Första åren och Konstmuseet
År 1914 fick Götaplatsen sitt namn, men fram till 1923 var området obebyggt, och en del av Landeriet Lorensberg, senare Lorensbergsparken. Götaplatsen ritades av arkitekterna Sigfrid Ericson och Arvid Bjerke och bygget påbörjades 1921 för att färdigställas till Göteborgs 300-årsjubileum, Jubileumsutställningen 1923, då Konstmuseet och Konsthallen i klassicistik stil stod klara.
En stor del av södra delen av Götaplatsen är terrasserad i sten med breda trappor som leder upp mot konstmuseets sju höga valv. Fram till mitten av 1990-talet låg konstmuseets ingång längst upp i denna valvgång. 1996 invigdes den nuvarande entrén som är insprängd i berget under museet, ett antal plan längre ned, närmare gatuplanet, där också Hasselblad center och restaurangerna Mr P och Toso är inrymda. Mitt emot Göteborgs konsthall, som ligger som en fristående sidobyggnad till konstmuseet i Götaplatsens sydostliga hörn, stod en triumfbåge som var ingången till utställningsområdet under Jubileumsutställningen. Denna triumfbåge revs cirka 1928. Åren 1923–1926 fanns Johan Tobias Sergels bronsbyst av Gustav III på ett podium av svart marmor placerad uppe på den östra sidan av terrassen framför konstmuseet.

### 1930- och 1940-talen
Klockan 19.15 den 24 september 1931 invigdes Carl Milles staty Poseidon på Götaplatsen, men redan 20 november 1927 hade brunnskaret placerats där, med inslag av vidunder, tritoner, najader, fiskar och sjöjungfrur. År 1931 började man anlägga Göteborgs stadsteater, som invigdes den 29 september 1934. Året därpå, den 4 oktober 1935, invigdes det funktionalistiska konserthuset som byggts på andra sidan Götaplatsen, nedanför konsthallen. Kring 1940 flyttades Milles 270 centimeter höga skulptur Vingarna från sin tidigare plats på Bastionsplatsen innanför Vallgraven och placerades på en hög kolonn, ungefär där bysten av Gustav III tidigare stod.
Stadens styrande uttryckte sig så här om Poseidon: "Att i sjöfartens stad Göteborg uppsätta en staty av Poseidon, en av den forngrekiska mytologins övergudar och havets härskare, kan inte annat än glädja varje sann göteborgare."

### Senare år

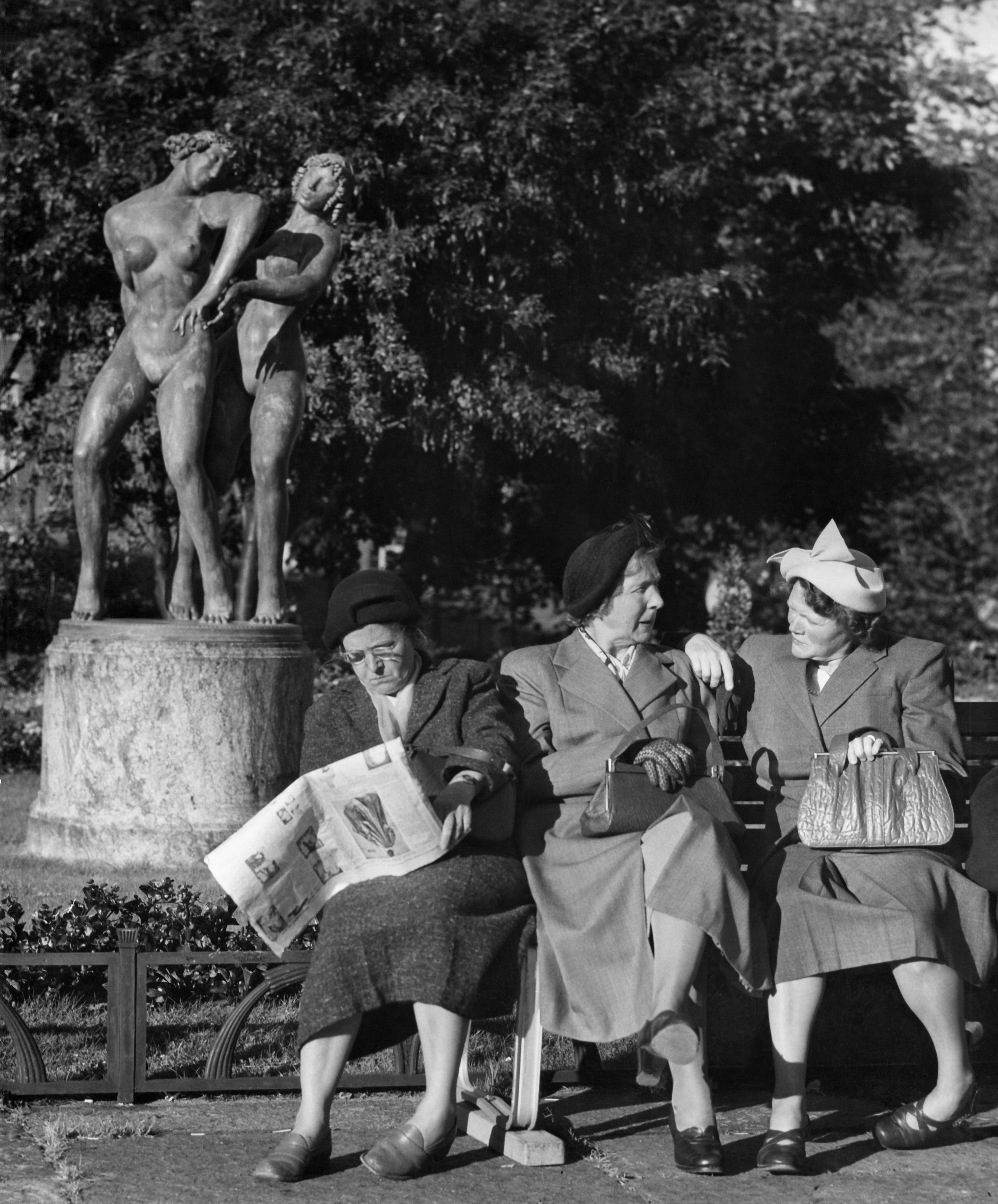
Tre kvinnor sitter på en bänk vid Götaplatsen i Göteborg, 1952. I bakgrunden Carl Milles staty Danserskorna.

Den 15 juni 1950 startade det första Midnattssolsrallyt (senare Svenska Rallyt) från Götaplatsen med 30 deltagare, samtidigt med Stockholm (73) och Falsterbo (23).
Parkeringsplatserna framför biografen Göta vid Götaplatsen, togs bort i februari 1965. Skälet var att korsningen Avenyn-Berzeliigatan var mycket olycksdrabbad och där en av anledningarna var de parkerade bilar som skymde sikten för de som kom från Berzeliigatan och skulle svänga ner på Avenyn. Även bilister från Viktor Rydbergsgatan hade svårt att upptäcka bilar på Avenyn. Utrymmet som då skapades direkt utanför Göta användes som bussfil.
År 1967 öppnade Göteborgs stadsbibliotek. Detta ligger granne med Lorensbergsteatern, nedanför Stadsteatern på andra sidan Berzeliigatan vid Lorensbergsparken.
1968 stod en östlig tillbyggnad av konstmuseet färdig, ritad av arkitekten Rune Falk.
I april 2016 invigdes vattenspelet mellan Stadsbiblioteket och Götapalatset. Det kostade 30 miljoner kronor att anlägga.

## Bildgalleri
Här nedan syns bilder på institutioner med mera som ligger runt om Götaplatsen.

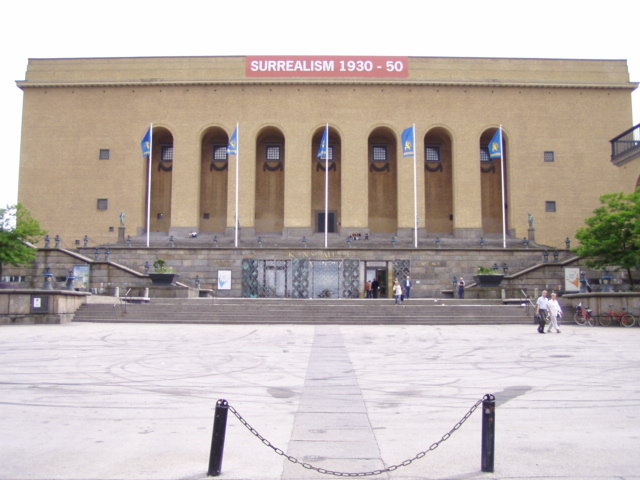
Göteborgs konstmuseum
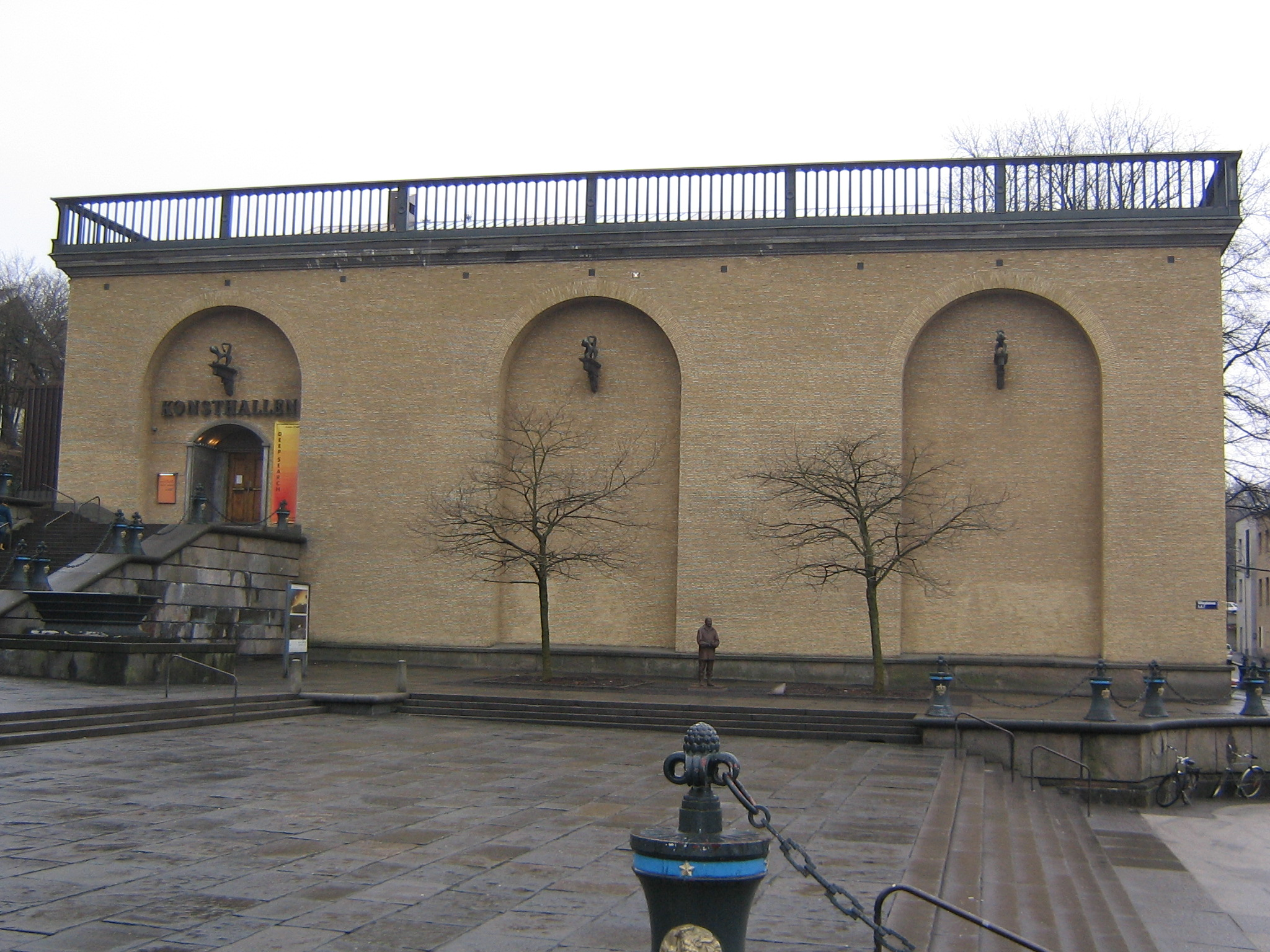
Göteborgs konsthall
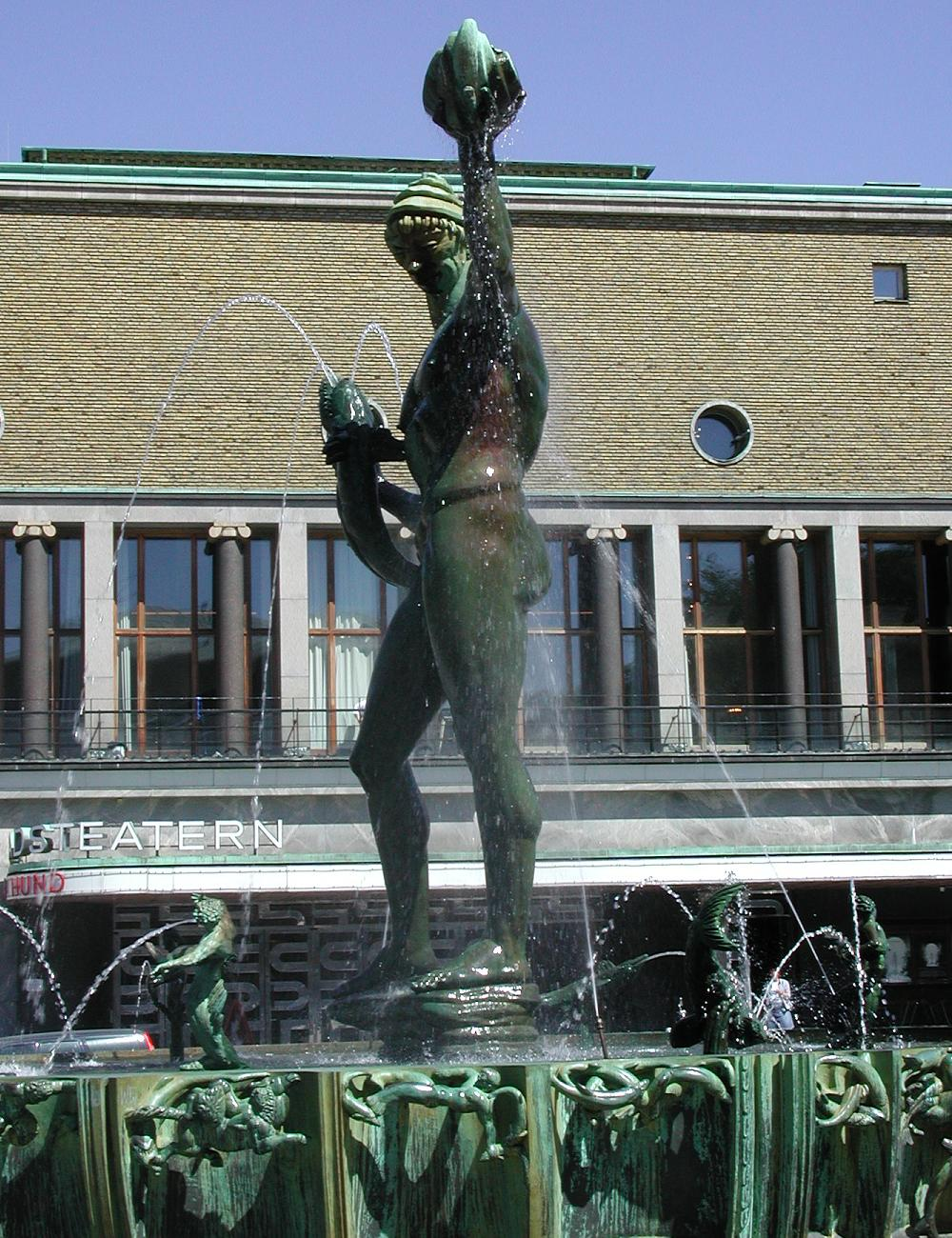
Skulpturen Poseidon framför Göteborgs stadsteater
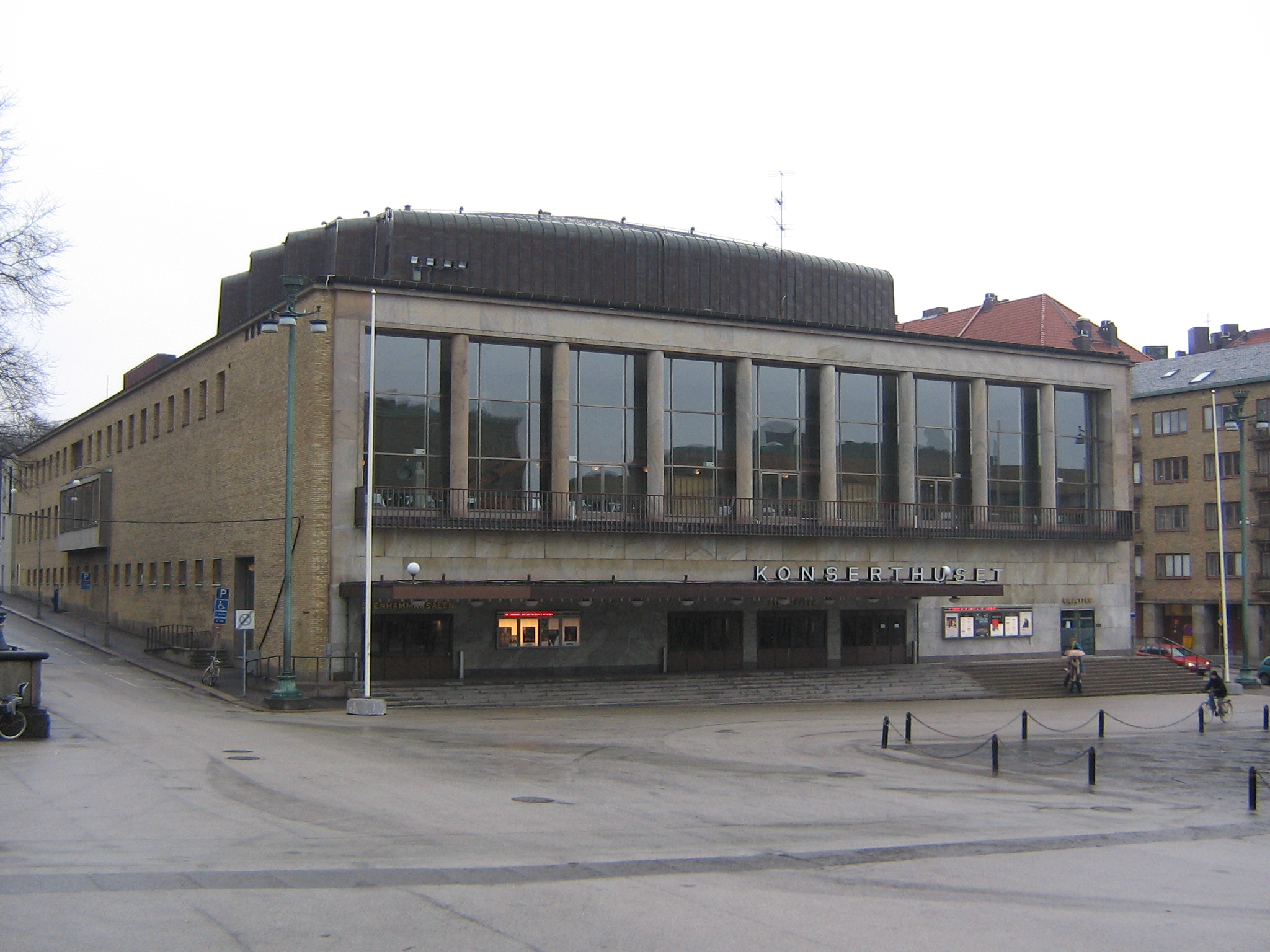
Göteborgs konserthus
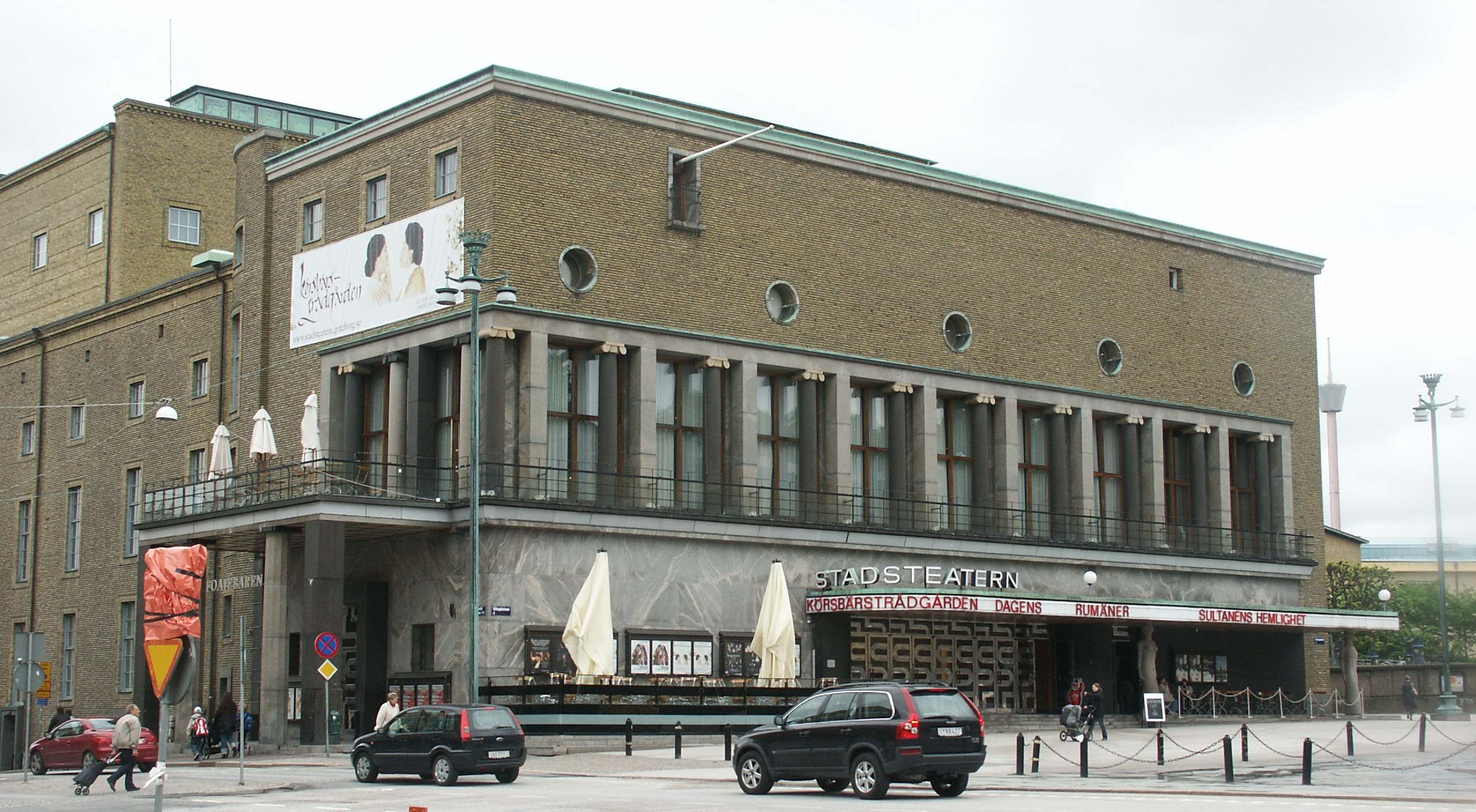
Göteborgs stadsteater
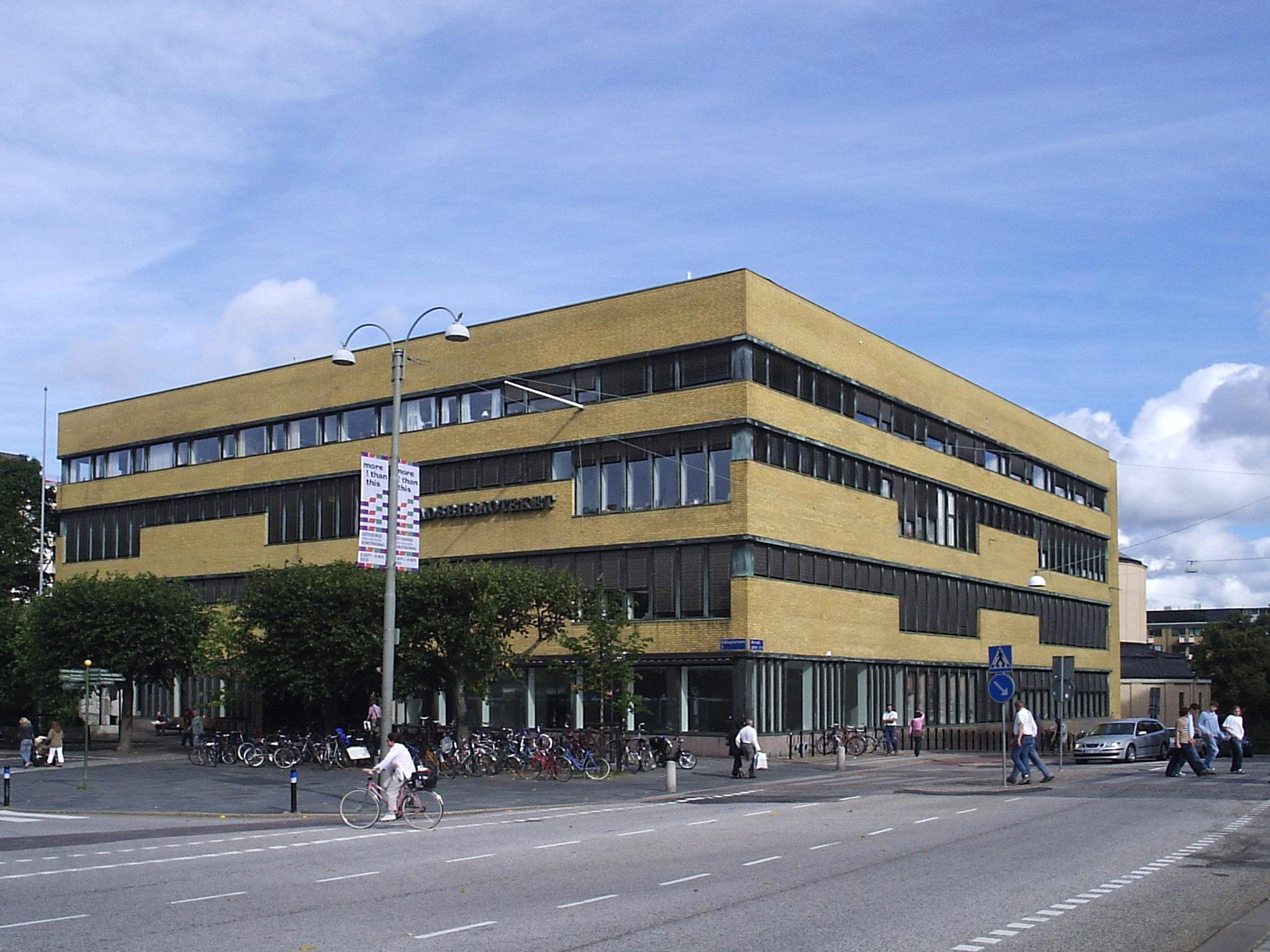
Göteborgs stadsbibliotek
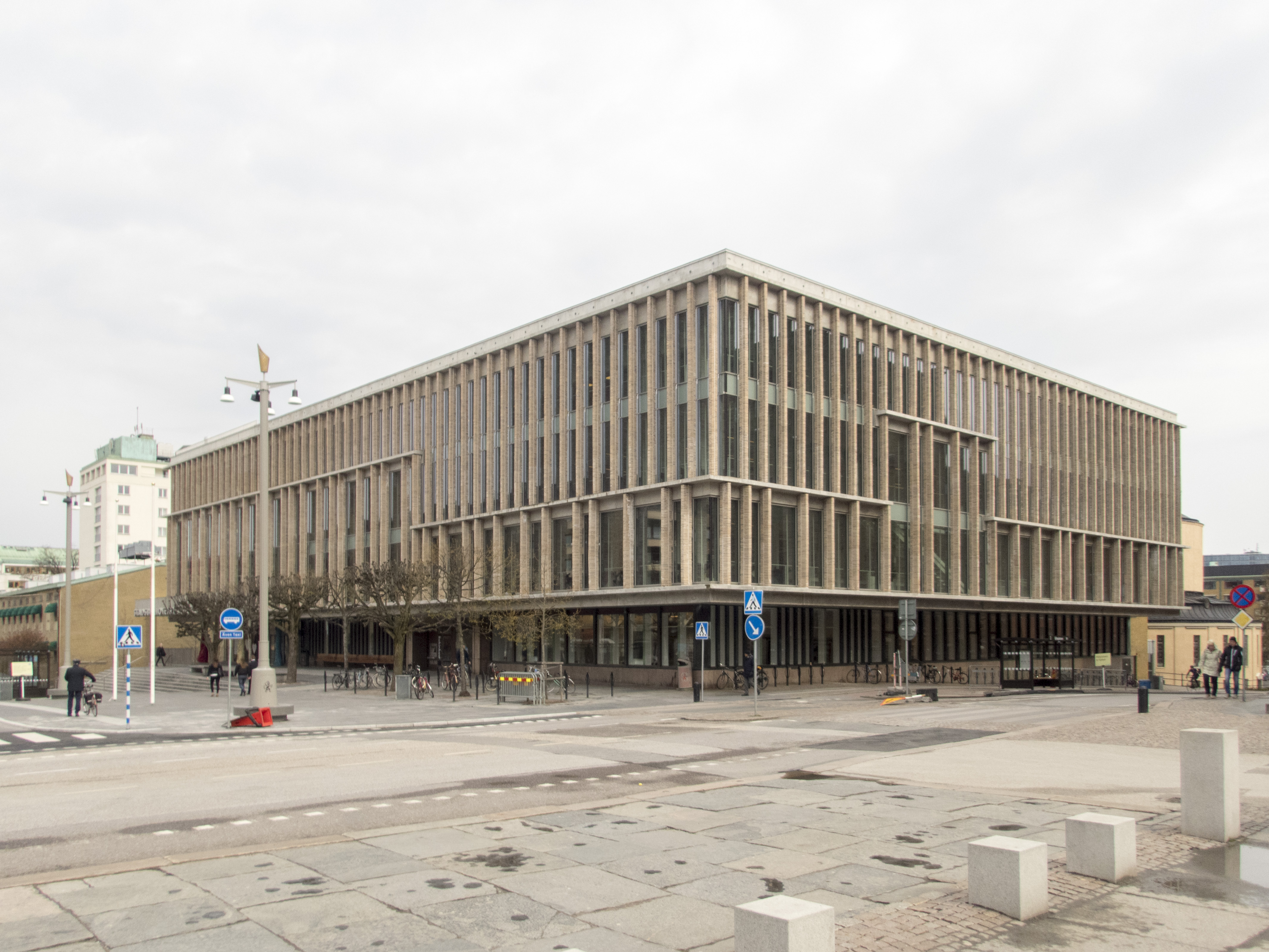
Göteborgs stadsbibliotek 2016
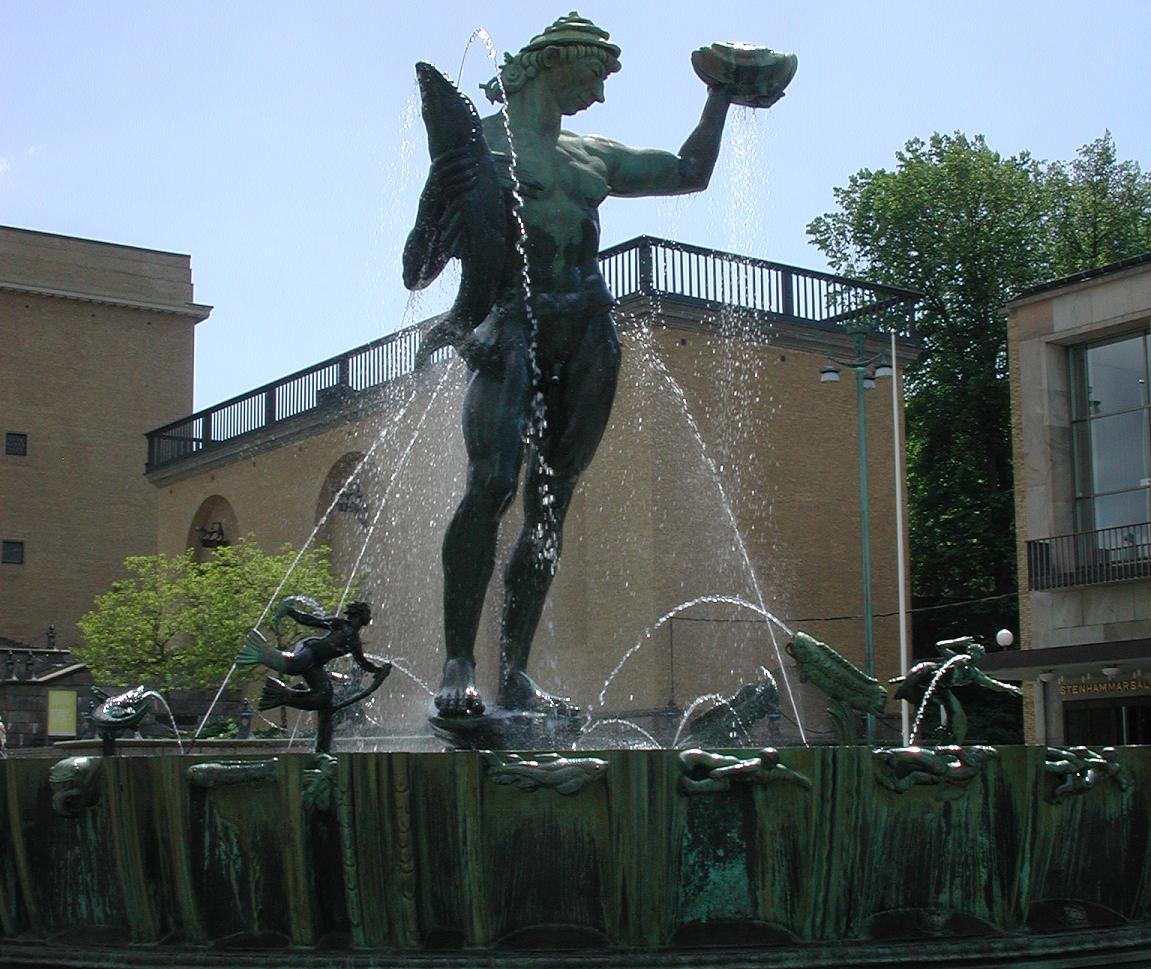
Poseidon med konstmuseet till vänster, konsthallen i mitten och konserthuset till höger.
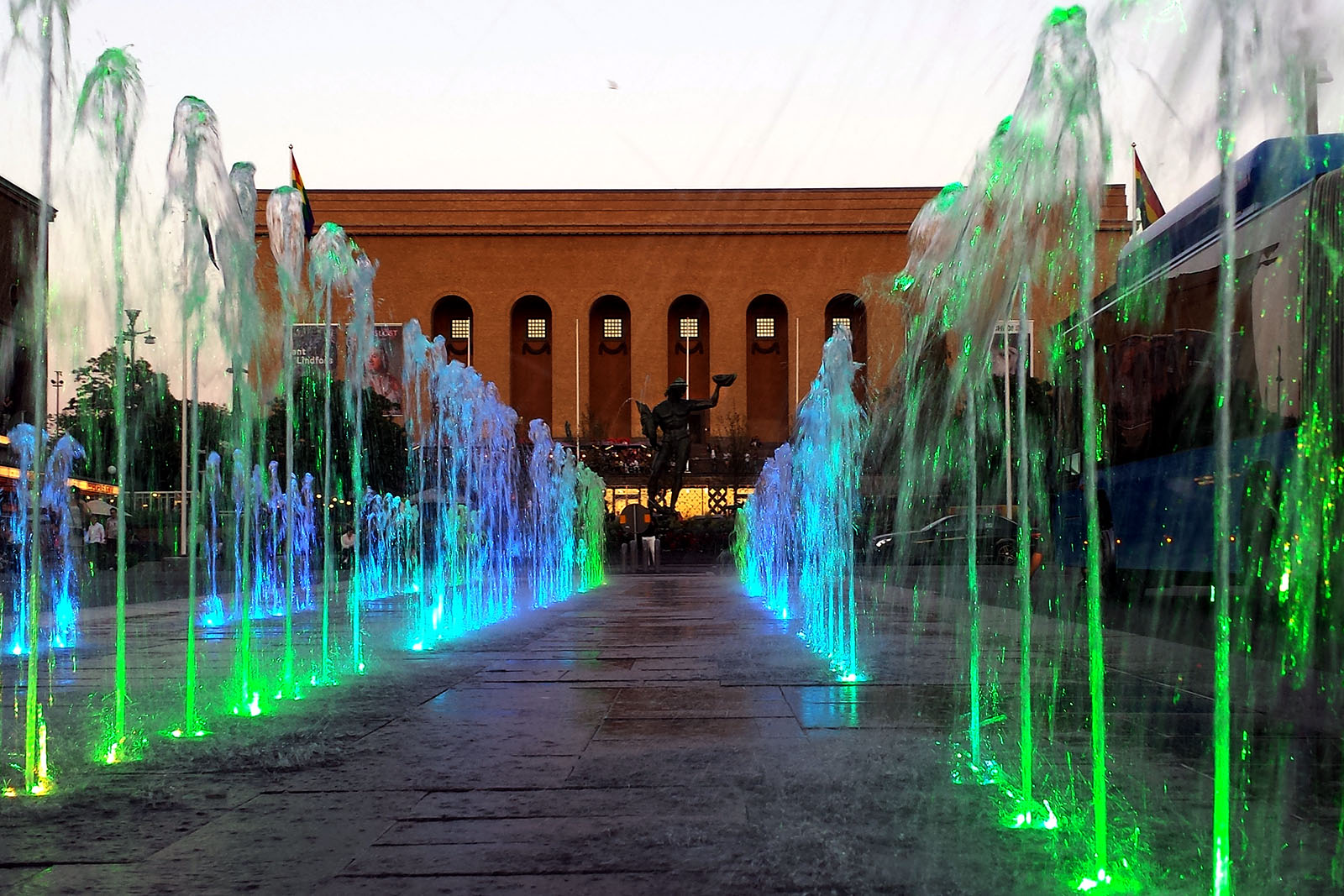
Vattenspelet vid Götaplatsen.